# Taupo Motorsport Park
Taupo Motorsport Park (также известна как Та́упо) — дорожная трасса, расположенная на Броудлендс роуд, Таупо, Новая Зеландия.

## Общая информация
В ходе рекондструкции, завершившейся в 2006 году, трасса автоклуба Таупо обрела несколько дополнительных петель. Длительность круга при наибольшей конфигурации достигает 3,5 км. Стоимость работ оценивается в 13 миллионов новозеландских долларов.
Комплекс включает в себя центр совершенствования водительского мастерства, а также административное здание, где на первом этаже расположено 13 корпоративных апортаментов, а на втором центр управления гонкой и закусочная.

## Соревнования
Главная спортивная известность Таупо пришла после проведения на нём нескольких этапов серии A1 Grand Prix в 2007—2009 годах.
Изучая возможность проведения гонок своей серии на этой трассе организаторы Ф1 договорились с владельцами трассы о некоторых изменениях в конфигурации автодрома: шикана в конце прямой стала более жёсткой. После крупного завала в этом месте в 2009 году шикана была заменена на S-образный поворот.

## Трасса
Автодром можно использовать в четырёх конфигурациях (длиной, соответственно, в 3,5, 3.4, 2.2 и 1.3 км).
Имеются два пит-комплекса. Один из них обладает трёхэтажным зданием боксов на 32 машиноместа.
В комплексе имеется трасса для драг-рэйсинга (830 на 17 метров).
Различные конфигурации трассы имеют лицензии FIA (например, то кольцо, где проводила свои гонки серия A1 Grand Prix, имеет международную лицензию класса 2) и полностью удовлетворяет всем нормам безопасности.